# IMO-Standardredewendungen
Die IMO-Standardredewendungen (englisch IMO Standard Marine Communication Phrases) (IMO SMCP) 
sind standardisierte Redewendungen für die Seeschifffahrt, herausgegeben von der International Maritime Organization (IMO).   
In der internationalen Seeschifffahrt muss die englischsprachige Verständigung genau, einfach und unmissverständlich sein. Aus diesem Grund ist eine standardisierte Sprache entwickelt worden, die alle sicherheitsrelevanten Redewendungen umfasst. Die IMO-Standardredewendungen sollen bevorzugt und so oft wie möglich angewendet werden.
Das Internationale Übereinkommen über Normen für die Ausbildung, die Erteilung von Befähigungszeugnissen und den Wachdienst von Seeleuten schreibt das Verstehen und die Verwendung der IMO-Standardredewendungen für nautische Offiziere auf Schiffen von 500 BRZ und mehr vor. Eine gebundene Ausgabe gehört gemäß Schiffssicherheitsverordnung zu den mitzuführenden nautischen Publikationen.